# Formica atra Schilling
Formica atra Schilling is een mierensoort uit de onderfamilie van de schubmieren (Formicinae). De wetenschappelijke naam van de soort is voor het eerst geldig gepubliceerd in 1839 door Schilling.